# Sint Elisabeth Gasthuis (Gouda)

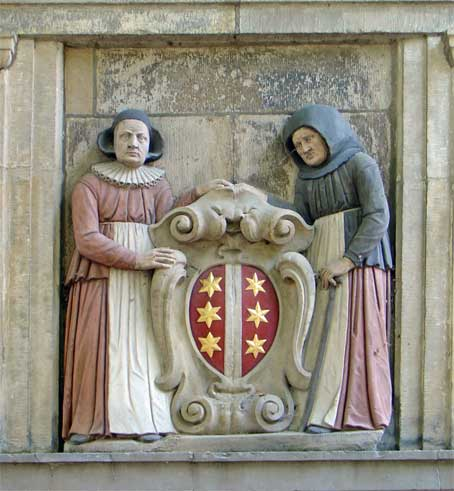
De gevelsteen van het Sint Elisabeth gasthuis te Gouda

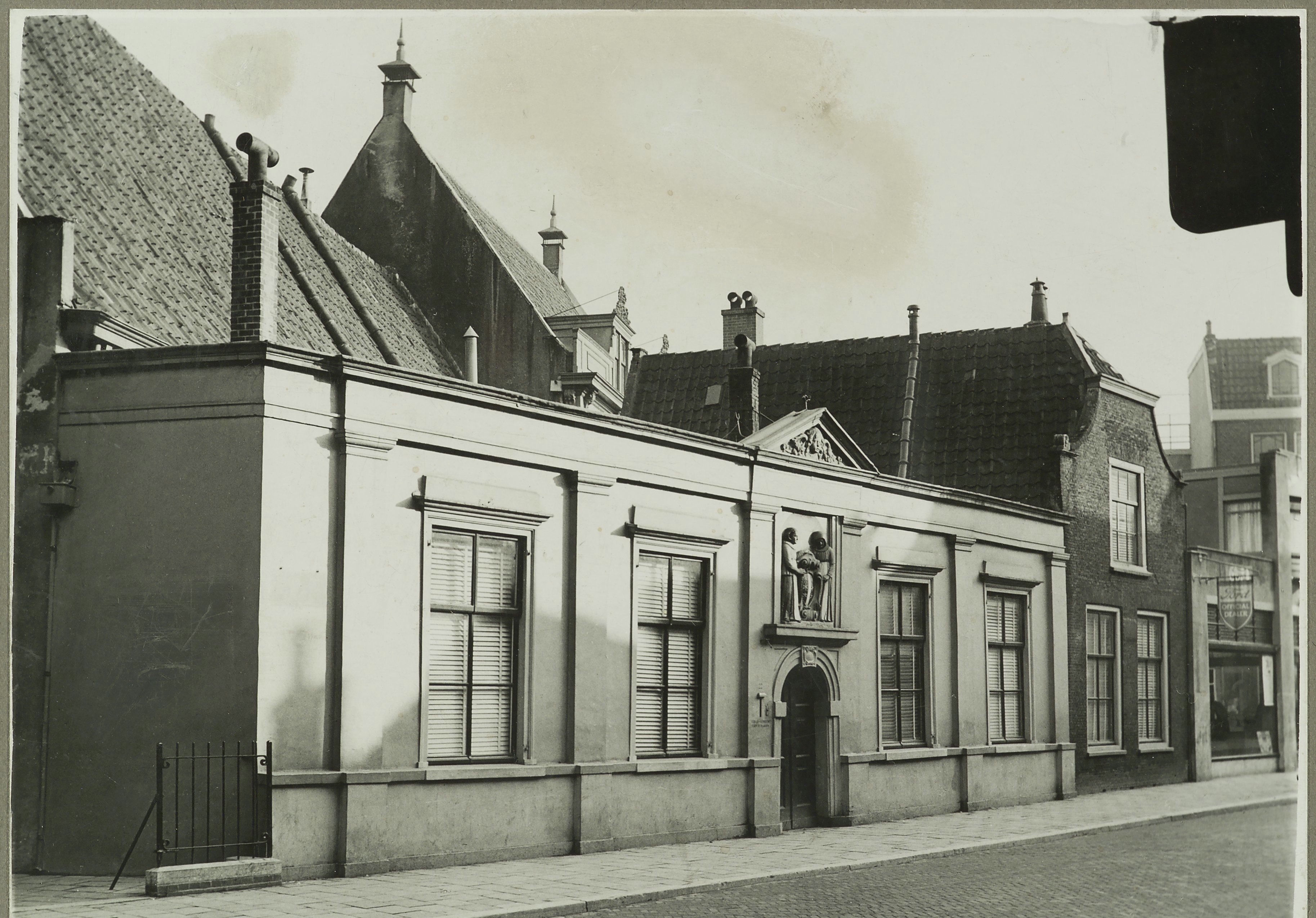
Het voormalige Sint Elisabeth gasthuis te Gouda

Het Sint Elisabeth Gasthuis in de Nederlandse plaats Gouda was een tehuis, waar oude vrouwen werden opgenomen.
Oorspronkelijk stond het gasthuis, gesticht in 1481, aan de Spieringstraat  in de omgeving van het vroegere Minderbroederklooster. In de periode tussen 1577 en 1595 verhuisde het gasthuis naar de vrijgekomen gebouwen van het Magdalenaklooster aan de Kleiweg. De bestuurders van het gasthuis waren weleens al te vrijgevig. In 1694 werden zij gemaand tot spaarzaamheid en werd het hen verboden om eten en drinken uit het gasthuis weg te geven.
Hoewel er meerdere malen plannen zijn geweest om het gasthuis te sluiten of af te breken heeft het gebouw aan de Kleiweg tot 1938 zijn functie weten te behouden. In dat jaar werd Huize Juliana, een nieuw verzorgingshuis voor ouderen, aan de Koningin Wilhelminaweg in de Korte Akkeren geopend en daardoor werd het Elisabeth Gasthuis overbodig. Het gebouw werd afgebroken en moest plaats maken voor een warenhuis. In de tweede helft van de 20e eeuw werd de HEMA er gevestigd.
Het poortje met de gevelsteen is het enige overblijfsel van het gasthuis. Het poortje is gevoegd bij het Lazaruspoortje en vormt de toegang tot de tuin van het museum Het Catharina gasthuis.

## De heks van Gouda
Het Sint Elisabeth Gasthuis vormde het toneel voor de in 1931 verschenen roman De heks van Gouda van Jacob Willem van Cittert. De schrijver had zogenaamd een manuscript uit 1539 van ene Petrus Traudenius, rector van de Latijnse school, bewerkt tot een roman. Hij beschreef dat Dieuwer, jonkvrouwe van Vlist, zich het Elisabeth Gasthuis vestigde. Door haar heksenkunsten wist ze de macht over het gasthuis te verkrijgen. Degene die haar tegenstreefden gingen onder helse pijnen dood. Uiteindelijk zou zij door toedoen van haar onschuldige nichtje Cunera - en haar verloofde jonker Josse van Montfoort - gevangengenomen worden. De ketter- en heksenmeester Ruard Tapper zou, aldus de schrijver, het lot van Dieuwer bezegelen door haar doodvonnis uit te spreken.

### Brood veranderde in steen
In "De heks van Gouda" wordt verwezen naar een legende: "zoodat zij na overleg met de moeder besloten, in de kapel van het huis te vergaderen, daar waar toenmaals die wondere reliek, het versteende roggebroodje, bewaard en vereerd werd, die men heden nog in het museum aanschouwen kan".
Deze legende vertelt het verhaal van een arme vrouw, die haar rijke zuster smeekt om brood voor haar kinderen. Deze antwoordde dat zij geen brood had en zou ze wel brood bezitten dan zou dat gelijk in steen veranderen. Haar wens ging direct in vervulling. Als bewijs werd een steen in de vorm van een roggebroodje in het Elisabeth Gasthuis bewaard. Na de afbraak van het gasthuis is de steen overgebracht naar het Goudse museum. 